# Каллум, Джейми
Джейми Каллум (англ. Jamie Cullum, род. 20 августа 1979 года) — британский поп- и джаз-певец и автор песен. Хотя он, прежде всего, вокалист и пианист, он также аккомпанирует на других инструментах, включая гитару и барабаны. С апреля 2010 года он начал вести еженедельное шоу джаз на BBC Radio 2, транслируемое по вторникам с 19:00 (недоступная ссылка).

## Биография
Джейми Каллум родился в Rochford, графство Эссекс. Он был воспитан в Hullavington, графство Уилтшир. Его мать Yvonne — секретарь англо-бирманского происхождения, чья семья поселилась в Северной Англии после провозглашения независимости Бирмы, его отец, Джон Каллум, работал в области финансов. Его дед по отцовской линии был британским офицером, а его бабушка по отцовской линии была еврейской беженкой из Пруссии, пела в ночных клубах Берлина.

## Образование
Каллум получил образование в Grittleton House School, независимая школа в селе Grittleton, недалеко от города Chippenham в графстве Уилтшир, после чего учился в шестой школе — Шелдон, государственной общеобразовательной школе в том же графстве. Затем он отказался от места в университете Оксфорда, чтобы перейти к изучению английской литературы и кино в университете Рединга, который окончил с отличием.